# Напасорсуак
Напасорсуак (также Киркеспирет) (дат. Kirkespiret) — горная вершина на юге Гренландии. Высота — 1 590 м.
На запад от неё находится горная долина Kirkespirdalen. С 2004 года там добывается золото.

## Восхождения
В 1987 году на восточную стену поднялась австрийская экспедиция в составе 4 человек, возглавляемая Зигфридом Гирстмайром.
На северную стену первыми взошли датчане Кристиан Иллум и Асмут Норреслет. Это произошло в 1998 году. Свой маршрут они назвали «Золотая Лихорадка».
Существует также неподтверждённый отчёт о покорении австрийской экспедицией западной стены вершины в 2007 году.